# Пунцагійн Сухбат
Пунцагійн Сухбат (монг. Пунцагийн Сүхбат; 27 серпня 1964, сомон Баян-Овоо, аймак Баянхонгор — 29 березня 2015 Ерен-Хото, Внутрішня Монголія, КНР) — монгольський борець вільного стилю, бронзовий призер чемпіонату світу, дворазовий переможець та бронзовий призер чемпіонатів Азії, чемпіон Азійських ігор, учасник двох Олімпійських ігор.

## Біографія
Народився в сомоні Баян-Овоо. Був четвертою дитиною з восьми дітей в родині. Боротьбою почав займатися з 1978 року. Виступав за борцівський клуб «Юсунтук», Улан-Батор.
У 1988 році Пунцагійн Сухбат вперше поїхав на Олімпіаду, де виступив досить успішно, посівши п'яте місце. Він виграв три поєдинки в групі, поступившись у двох — олімпійському чемпіону та господарю цих змагань Хану Мьону У з Південної Кореї з рахунком 4—5, та бронзовому призеру цих ігор Йозефу Логині з Чехословаччини з рахунком 0—11. Через чотири роки монгольський спортсмен виступив ще успішніше, піднявшись сходинкою вище та зупинившись лише за крок від олімпійської нагороди. Борці на олімпійських змаганнях 1992 року в Барселоні були розділені на дві групи. Переможці груп виборювали золоту/срібну нагороду. Ті, хто посів другі місця — бронзову. Пунцагійн Сухбат у своїй групі поступився лише раз — з рахунком 2-3, Кенану Шимшеку, що представляв Туреччину (потім на цій Олімпіаді Шимшек здобув срібну нагороду). Але всі інші три поєдинки монгольський борець виграв. Це дозволило йому посісти друге місце в групі та отримати шанс поборотися за бронзову нагороду, але він ним не скористався, програвши з рахунком 1-3 Крісу Кемпбеллу зі США.
Несподівано помер 29 березня 2015 р. Його тіло було знайдено в готелі міста Ерен-Хото в китайській провінції Внутрішня Монголія.

## Спортивні результати на міжнародних змаганнях

### Виступи на Олімпіадах
| Змагання                    | Збірна   | Вагова категорія          | Місце |
| --------------------------- | -------- | ------------------------- | ----- |
| Літні Олімпійські ігри 1988 | Монголія | вільна боротьба, до 82 кг | 5     |
| Літні Олімпійські ігри 1992 | Монголія | вільна боротьба, до 90 кг | 4     |

### Виступи на Чемпіонатах світу
| Змагання                        | Збірна   | Вагова категорія           | Місце |
| ------------------------------- | -------- | -------------------------- | ----- |
| Чемпіонат світу з боротьби 1991 | Монголія | вільна боротьба, до 82 кг  | 10    |
| Чемпіонат світу з боротьби 1995 | Монголія | вільна боротьба, до 100 кг | 18    |

### Виступи на Чемпіонатах Азії
| Змагання                       | Збірна   | Вагова категорія          | Місце  |
| ------------------------------ | -------- | ------------------------- | ------ |
| Чемпіонат Азії з боротьби 1989 | Монголія | вільна боротьба, до 82 кг | Золото |
| Чемпіонат Азії з боротьби 1992 | Монголія | вільна боротьба, до 90 кг | Золото |
| Чемпіонат Азії з боротьби 1993 | Монголія | вільна боротьба, до 90 кг | Бронза |

### Виступи на Азійських іграх
| Змагання           | Збірна   | Вагова категорія          | Місце  |
| ------------------ | -------- | ------------------------- | ------ |
| Азійські ігри 1990 | Монголія | вільна боротьба, до 82 кг | Золото |
| Азійські ігри 1994 | Монголія | вільна боротьба, до 90 кг | 6      |

### Виступи на Кубках світу
| Змагання                    | Збірна   | Вагова категорія          | Місце |
| --------------------------- | -------- | ------------------------- | ----- |
| Кубок світу з боротьби 1986 | Монголія | вільна боротьба, до 82 кг | 4     |